# Blue Steel (opera)

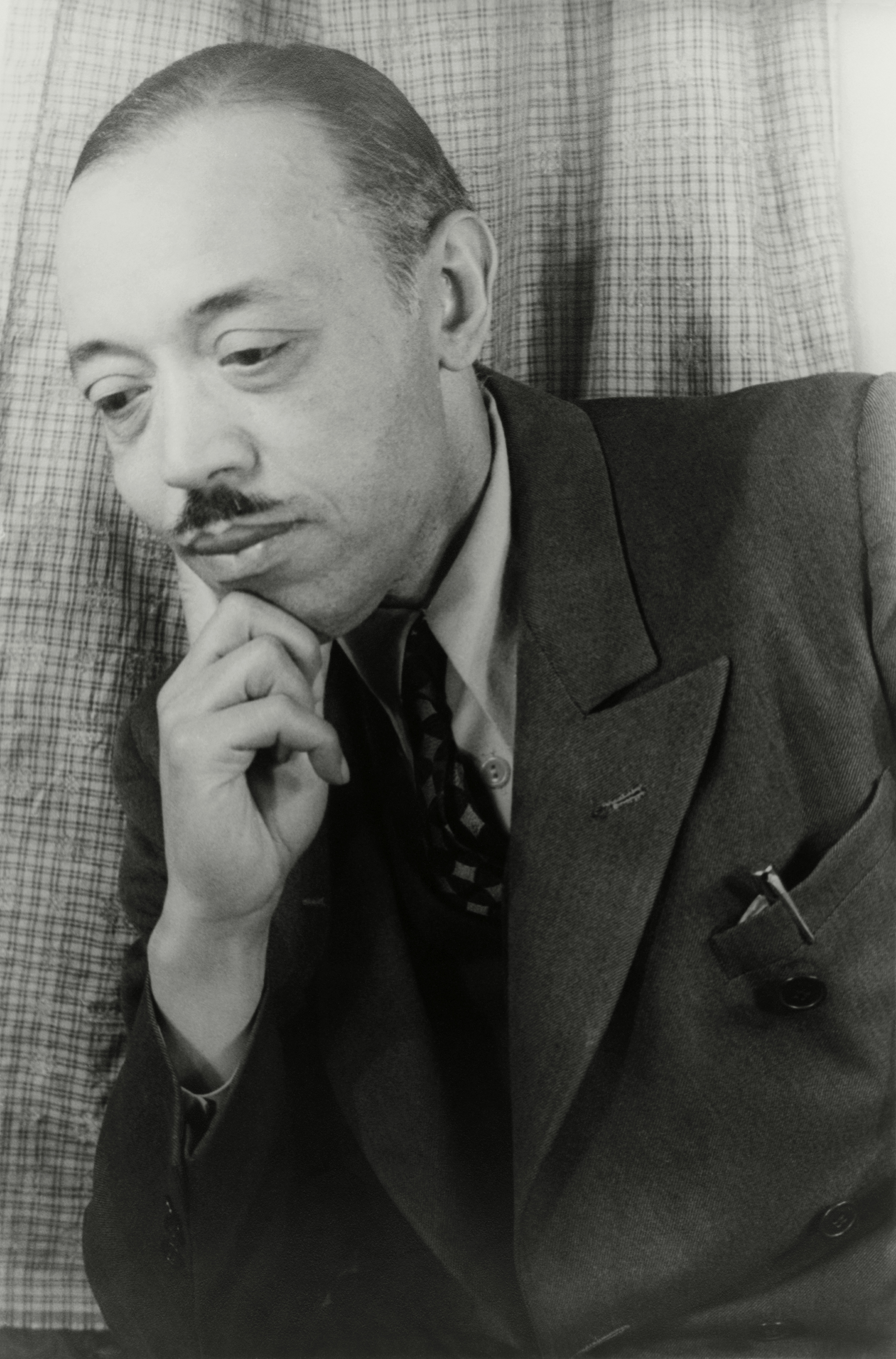
William Grant Still fotograferad 1949 av Carl Van Vechten

Blue Steel är en opera från 1934 med musik av den amerikanske kompositören William Grant Still. Musiken antar en jazzform, harmoniskt och rytmist, men ibland sammansmälter musiken till Negro spiritual.

## Översikt
En beskrivning av operan:
| ” | Blue Steel är en opera [byggd] på en historia av Carlton Moss [en pjäsförfattare och skådespelare] och libretto av Bruce Forsythe [en författare och musiker]. Ämnet är Negroid. Scenen är ett mytologiskt träsk. Huvudpersonerna är en neger från Birmingham (Blue Steel), en ung flicka från en voodookult (Neola), en översteprästinna från kulten (Doshy) och en överstepräst (Father Venable), Neolas fader. Oundvikligen uppstår en konflikt mellan svart magi och materialism. Med hjälp av tron är den svarta magin segraren. Musikaliskt använder Still alla tillgängliga medel för att frambringa ett kraftfullt och övertygande klimax, från och med att det fängslande "Blue Steel"-motivet introduceras i operan till slutackordet. Hans kör- och slagverksrytmer är spännande; hans melodier oförglömliga. Hela första akten består av underbara arior, känslosamma melodier, enkla och till och med psykologiska. Den andra akten består huvudsakligen av eggande rytmiska körer och en karaktäristisk balett för de heliga riterna. I slutet av akten skjuter Blue Steel översteprästen som har försökt hindra Neola från att rymma med den mystiske främlingen. I sista akten försöker Blue Steel och Neola att fly men voodoosångerna och trummorna släpper inte effekten över dem, och galen hoppar han mot döden i flodens kvicksand. | „ |

— Catherine Parson Smith, University of California Press